# Залужье (Оренбургская область)
Залужье — посёлок в Кувандыкском городском округе Оренбургской области.

## История
В 1966 г. Указом Президиума ВС РСФСР поселок фермы № 3 совхоза «Приуральский» переименован в Залужье.

## Население
| 2010 |
| ---- |
| 245  |